# Gundicaro
Gundicaro, o anche Gundecario, Gundahar, Gundahari (in latino Gundaharius o Gundicharius, in antico inglese Gūðhere, in lingua norrena Gunnarr, anglicizzato in Gunnar; ... – 436 circa), fu un re leggendario dei Burgundi, successore di Giselcaro. Conosciuto soprattutto con i nomi di Gunther e Gunnarr, il personaggio svolge un ruolo di primo piano nelle leggende riguardanti Sigfrido e i Nibelunghi.

## Nelle fonti storiche
Esistono diverse fonti che parlano di questo sovrano dei Burgundi, in latino, alto tedesco medio, norreno e antico inglese; gran parte di queste fonti si riferiscono alla leggenda che lega questo re con Sigfrido e al racconto della sua morte per tradimento nel palazzo di Attila re degli Unni.
In seguito al cosiddetto attraversamento del Reno delle popolazioni barbariche nel 406, Gundecario, sovrano dei Burgundi si attestò con il suo popolo sul fianco destro del fiume Reno e lì fondò un nuovo regno tra i fiumi Lauter e Nahe, con capitale nell'odierna Worms. Questo anche grazie all'elezione, nel 411, di un sovrano-marionetta, l'usurpatore Giovino, nipote di Flavio Valente Giovino, eletto a Magonza nuovo imperatore. L'elezione di Giovino, in alleanza con il re degli Alani Goar, permise a Gundecario di agire con l'autorità dell'usurpatore gallico, e di impossessarsi di numerose città della regione, come Worms, Spira e Strasburgo; territori che gli furono poi ufficialmente concessi dall'imperatore romano Onorio, secondo quanto narra Olimpiodoro di Tebe nei suoi Discorsi storici.
Nonostante il nuovo regno godesse dello status di foederato, per volere dello stesso sovrano Gundecario, i Burgundi sconfinarono nella Gallia Belgica in territorio romano, scatenando le reazioni dell'imperatore che ordinò al generale romano Flavio Ezio di organizzare una spedizione che ricacciasse indietro le incursioni dei Burgundi. Nel 435, dopo essere stati sconfitti da Ezio, il regno dei Burgundi venne devastato dagli Unni. Nel 436 Ezio, a capo di un esercito di mercenari unni diede il via ad una campagna di rappresaglia che ebbe il suo culmine nel 437 quando assalì la capitale di Gundecario, Borbetomagus (l'attuale Worms).
Gundicaro, probabilmente morì in quello stesso anno e gli succedette il figlio, Gundioco.

## Nella tradizione mitologica

### Nel Nibelungenlied
Nel Nibelungenlied, poema epico tedesco del XIII secolo, Gunther è il re dei Burgundi, fratello maggiore di Gernot e Giselher e della bellissima Crimilde. Fortemente legato al vassallo e consigliere Hagen, è presentato come meno determinato e caratterialmente forte di quest'ultimo.
Il poema si apre con l'arrivo di Sigfrido, figlio del re di Xanten Sigmund, alla corte di Gunther a Worms: nella speranza di poter sposare la bellissima Crimilde, sorella di Gunther, l'eroe si mette al servizio del re dei Burgundi, divenendo uno dei suoi più fidati cavalieri. Promettendo la sorella in sposa a Sigfrido, Gunther chiede l'aiuto dell'eroe per conquistare la donna da lui amata, la regina d'Islanda Brunilde, che Sigfrido aveva già conosciuto e che sottopone a prove terribili i pretendenti alla sua mano. Sigfrido acconsente e, indossando il mantello dell'invisibilità donatogli dal nano Alberico, garantisce a Gunther la vittoria nelle prove di combattimento contro la stessa Brunilde (guerriera dotata di forza sovraumana). Seppure contro voglia, la regina d'Islanda è costretta a sposare Gunther e, di lì a poco, si celebra a Worms il doppio matrimonio. Durante la prima notte di nozze tuttavia Brunilde si rifiuta di giacere con Gunther e lega mani e piedi il marito appendendolo al muro. Il giorno seguente Gunther chiede nuovamente l'aiuto di Sigfrido, che, indossando ancora una volta il mantello di Alberico, vince con la forza Brunilde permettendo al re di possederla: Brunilde, finalmente persuasa della forza e dell'audacia del marito, si concede a lui.
Dopo diverso tempo scoppia una lite tra Brunilde e Crimilde, poiché entrambe ritengono la maggior nobiltà del proprio marito: Crimilde svela allora alla cognata che a vincerla non era stato Gunther, bensì Sigfrido, disonorando così pubblicamente la regina. Gunther, non riuscendo a prendere alcuna decisione per poter riscattare l'onore proprio e della moglie, chiede consiglio ad Hagen, che si propone di uccidere Sigfrido. Nonostante Gunther indugi, il risoluto vassallo pianifica la morte dell'eroe e, col consenso del re, lo colpisce a tradimento durante una battuta di caccia.
Crimilde, dopo una prima manifestazione di odio nei confronti dei traditori del marito, si riappacifica, almeno formalmente, con Gunther, che, tempo dopo, la dà in sposa al re degli Unni Attila. Nei lunghi anni passati al fianco del nuovo marito, la donna continua a meditare la vendetta per lo sposo ucciso, e si decide infine ad invitare i Burgundi ad un banchetto, per attirarli in un tranello. Gunther accetta senza nulla sospettare l'invito della sorella, nonostante Hagen già lo avesse messo in guardia da una possibile trappola. Arrivati alla corte di Attila, i Burgundi si trovano imprigionati nella sala stessa del banchetto, assediati tutt'intorno dall'esercito unno. A poco vale l'eroica resistenza: dopo un drammatico susseguirsi di duelli, gli unici sopravvissuti, Hagen e Gunther, vengono fatti prigionieri. Allorché Crimilde chiede ad Hagen il nascondiglio del tesoro dei Nibelunghi, un tempo appartenuto a Sigfrido e poi, dopo la morte di questo, passato nelle mani di Gunther e del suo consigliere, l'astuto guerriero si dice disposto a svelare il segreto a patto che Gunther venga ucciso. La donna fa quindi decapitare il fratello e ne porta la testa ad Hagen che, ridendo, si dice l'ultimo a conoscere il nascondiglio del tesoro e nega di svelarlo. La regina adirata decapita anche lui.

### Nella tradizione norrena
Il Gunnarr della tradizione norrena, di cui si narra ampiamente nella Saga dei Völsungar e nell'Edda poetica, è figlio di Gjúki e Grimhildr e fratello di Högni, Gudrun e Guthormr (secondo l'Edda di Snorri quest'ultimo è un fratellastro) e re dei Niflungar. Gunnarr, dopo aver accolto Sigurðr e avergli dato in sposa la sorella Gudrun, chiede l'aiuto dell'eroe per conquistare Brynhildr, sapendo che già una volta il cognato era penetrato attraverso le fiamme che avvolgevano la dimora della Valchiria. Grazie ad un sortilegio di Grimhildr, i due guerrieri si scambiano di aspetto e Sigurðr, superata la prova, consente a Gunnarr di sposare Brynhildr. Venuta a sapere dell'inganno adoperato dal marito per sposarla, Brynhildr si chiude nel silenzio più totale, chiedendo infine di uccidere Sigurðr come riscatto per il proprio onore. Gunnarr e Högni, che avevano stretto un patto di sangue con il cognato, spingono il giovane Guthormr, esente da giuramenti, a compiere il misfatto: questi ferisce a morte Sigurðr rimanendo a sua volta ucciso dall'eroe. Gunnarr è Brynhildr sono tormentati dal rimorso che spinge infine la Valchiria a togliersi la vita per essere cremata sulla pira con Sigurðr.
Gudrun, dopo anni di silenzio, si riappacifica coi fratelli, che la danno in sposa al potente Atli, re degli Unni e fratello di Brynhildr. Durante i festeggiamenti per il matrimonio, Gunnarr intrattiene una relazione con Oddrún, sorella della prima moglie, con la quale però non può sposarsi a causa dell'opposizione di Atli. Separatosi dell'amante, prende in moglie Glaumvor. Atli, udendo narrare dell'immenso tesoro dei Niflungar e volendo vendicare la morte di Brynhildr, sua sorella, decide di invitare Gunnarr e Högni ad un banchetto per tendere loro un agguato e chiedere come riscatto l'oro. Gudrun, intesi gli intenti del marito, incide su un anello rune per avvertire i fratelli del pericolo e, avvoltolo in peli di lupo, lo invia loro. Nonostante sia la madre che le mogli dei figli di Gjuki abbiano sogni di cattivo auspicio e mettano al corrente i principi dell'avvenimento recato dell'anello (l'interpretazione delle rune è prerogativa femminile), Gunnarr e Högni, ubriachi, giurano ai messaggeri unni di partire con loro.
Arrivati al palazzo di Atli, cadono nell'imboscata e, nonostante l'eroica resistenza entrambi i principi vengono imprigionati. Quando Atli chiede a Gunnarr dove è nascosto il tesoro, egli si dice disposto a rispondere in cambio della morte di Högni, l'unico oltre a lui a conoscere il segreto. Atli fa uccidere uno schiavo e ne porta il cuore a Gunnarr: questi vedendolo dice che esso non può essere il cuore di Högni, infatti trema nel piatto su cui è posto come ancor più tremava nel petto da cui venne estratto. Viene strappato quindi il cuore a Högni, che ride e non trema nel sopportare il dolore: Gunnarr riconosce il cuore del fratello e si rifiuta di rivelare il nascondiglio del tesoro, essendo ora l'unico detentore del segreto. Atli getta quindi Gunnarr nella fossa dei serpenti; Gudrun cala all'eroe un'arpa, che egli suona (secondo alcune versioni con le dita dei piedi, poiché ha le mani legate), nella speranza che l'amata Oddrún lo oda e venga ad aiutarlo. Oddrún tuttavia è lontana e, intuito il pericolo corso dall'amato, ritorna in fretta in patria, ma troppo tardi: quando Gunnarr era riuscito ad addormentare tutti i serpenti con il suono del suo strumento, la madre di Atli si era tramuta in una vipera ed aveva morso al cuore l'eroe.

## Discendenza
Gundicaro, dalla moglie ebbe un figlio:
- Gundioco (413-473), re dei Burgundi.

Secondo altre fonti, i figli furono tre, oltre a Gundioco:
- Chilperico, correggente del fratello Gundioco alla cui morte gli succedette, assieme ai figli dello stesso Gundioco
- Rotilde.

## Nella cultura di massa
Nella pellicola italiana del 1957Sigfrido, diretta da Giacomo Gentilomo, Gunther è impersonato da Giorgio Costantini.
Nel film TV La saga dei Nibelunghi è interpretato da Samuel West e segue le vicende della storia così come viene proposta nella sua variante germanica, dunque qui il re dei Burgundi viene ucciso da Hagen quando, alla morte di Sigfrido, i due guerrieri si contendono l'eredità del tesoro dei Nibelunghi.